# Могильний Сергій Георгійович
Могильний Сергій Георгійович (нар. 15 грудня 1939) - професор, доктор технічних наук, професор кафедри управління земельними ресурсами, геодезії та кадастру Державного біотехнологічного університету.

## Біографія
Сергій Георгійович народився 15 грудня 1939 року в м. Красний Лиман, Донецької області.
У 1962 році закінчив Донецький політехнічний інститут за спеціальністю «Маркшейдерська справа».
З 1963 по 1965 роки навчався в аспірантурі Ленінградського гірничого інституту, захистив кандидатську дисертацію.
З 1965 по 2014 роки асистент, доцент, професор в Донецькому національному технічному університеті.
З 1981 по 2013 роки завідувач  кафедри геоінформатики і геодезії Донецького національного технічного університету.
З 2014 по 2022 роки професор кафедри автомобільних доріг, геодезії та землеустрою Придніпровської державної академії будівництва і архітектури.
З 2022 по теперішній час професор кафедри управління земельними ресурсами, геодезії та кадастру Державного біотехнологічного університету.

## Праці
Сергій Георгійович автор більше ніж 150 наукових робіт, в тому числі статті, що ідексуються в наукометричних базах - 13, підручники, навчальні посібники - 5, монографії - 4.
Наукові дослідження: геодезія та маркшейдерська справа; застосування фотограмметричних методів вимірювань та комп'ютерних технологій маркшейдерського забезпечення гірничих розробок корисних копалин.

### Основні публікації
- Могильный С. Г. Теория ошибок и способ наименьших квадратов. Москва, 1968
- Могильный С. Г. Маркшейдерское обеспечение природопользования недр: монография / В. И. Стрельцов. Москва: Недра, 1989. 271 с.
- Могильный С. Г. Автоматизированные системы маркшейдерского обеспечения карьеров: справочное пособие / К. С. Ворковастов, М. Г. Маждраков, В. Г. Столчнев, В. Я. Финковский. Москва: Недра, 1991. 205 с.
- Могильный С. Г. Программный комплекс для подземных маркшейдерских сетей / А. А. Шоломицкий. Уголь Украины. 2011. № 5. С. 17-22.
- Кинематические локационные измерения вращающихся агрегатов / С. Г. Могильный, А. А. Шоломицкий, И. С. Фролов. Наукові праці Донец. нац. техн. ун-ту. Серія: Гірничо-геологічна. Донецьк, 2013. Вип. 1 (18). С. 3-14.

## Відзнаки та нагороди
- знак «За відмінні успіхи в роботі» в області вищої освіти (1989);
- знак «Шахтарська Слава» ІІІ ступеня (1995);
- знак «Відмінник освіти України» (1996);
- «Почесний землевпорядний України» (2004);
- почесний знак «Петра Могили» (2009);
- «Почесний геодезист України» (2009).